# Олимпийский стадион (Антверпен)
Олимпийский стадион Антверпена (нидерл. Olympisch Stadion), или Кил (нидерл. 't Kiel) — стадион в городе Антверпене (Бельгия).

## История

### Олимпиада 1920
Стадион был открыт в 1920 году. На нём проходила церемония открытия Летних Олимпийских игр 1920 года, а также соревнования по гимнастике, конному спорту, хоккею на траве, современному пятиборью, регби, футболу, перетягиванию каната, лёгкой и тяжёлой атлетике.

### Рабочая Олимпиада 1937
Летом 1937 года на стадионе прошла III летняя рабочая Олимпиада.

### Наше время
После Олимпиады стал чисто футбольным стадионом. В настоящее время является домашней ареной футбольного клуба «Беерсхот», выступающего в Лиге Жюпиле. Вместимость стадиона составляет 12 771 зрителей для местных матчах и 12 206 для международных.